# ニカラグアにおけるコーヒー生産

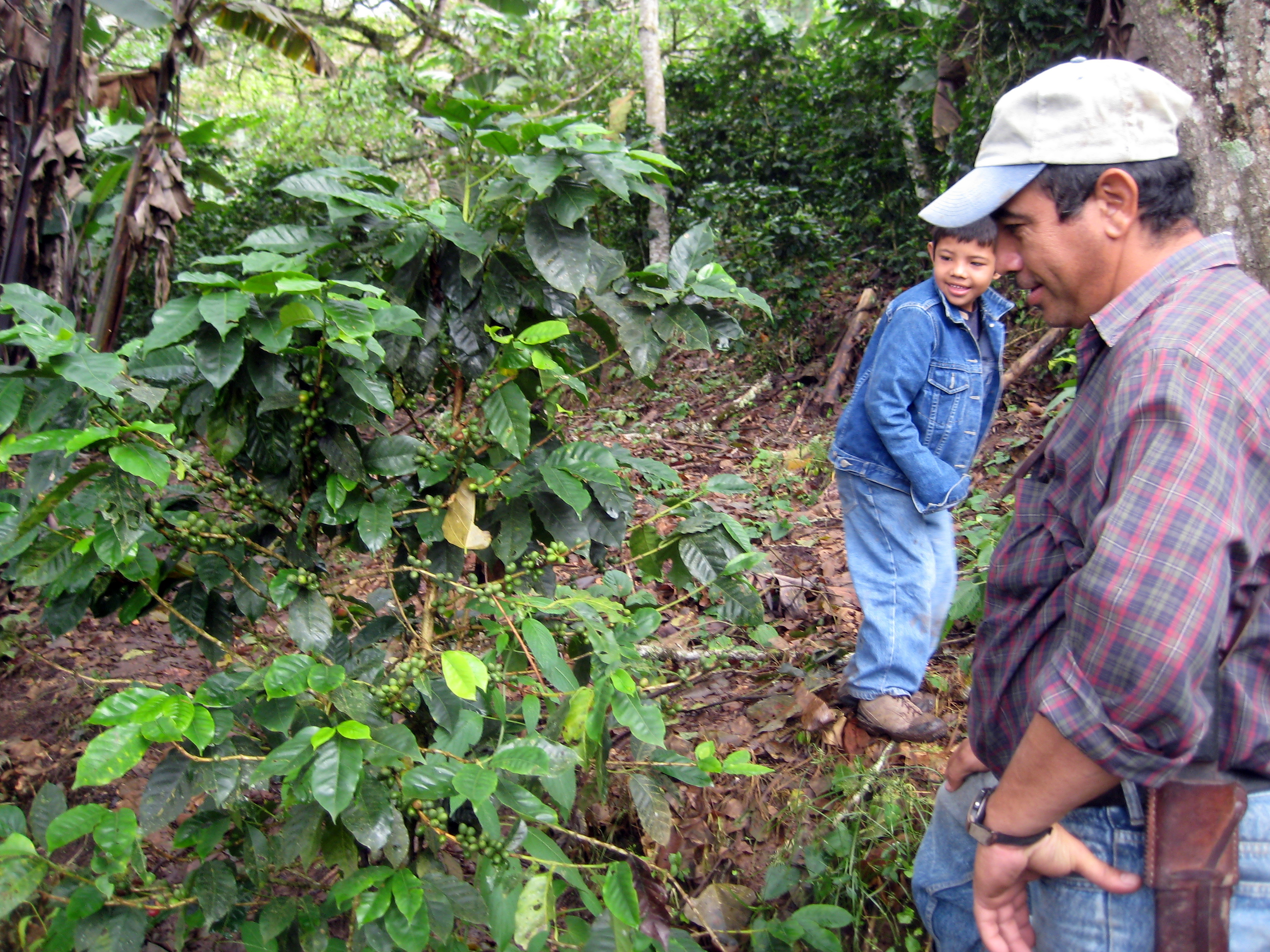
高山地帯にあるコーヒー農園（Quilalí）

ニカラグアにおけるコーヒー生産はニカラグアの歴史・経済において重要な役割を有している。コーヒーはニカラグアの主要作物の一つである。グラナダ、ニカラグア湖、チョンタレス、ヌエバ・セゴビア周辺同様、コーヒー栽培に最も適した地域はマナグア、ディリアンバ、サンマルコス、ヒノテペである。歴史的に、マタガルパ、ヒノテペ産のコーヒーが最高品質とされる。マナグア県が生産量第一であるが、マタガルパ県産のコーヒー豆の品質が最良である。コーヒー栽培に最も適しているのは標高800メートル地帯である。

## 歴史
ニカラグアにおける大規模なコーヒー栽培が開始されたのは1850年代であり、1870年代までには主要輸出作物に成長し、1世紀にわたってその地位を保持した。コーヒーは需要の高い作物であるが、コーヒーノキの土壌を作るのには数年を要し、多くの資本、労働力を投下し、他の作物よりも多くの土地を確保する必要がある。コーヒーはまた山岳地形に形成された豊饒な火山性土壌でしか育たないため輸送手段の問題から市場で出回るのが難しい作物である。
コーヒー生産量は1891年には11,000,000ポンド以上に達した。作付面積は76,000エーカーであり、1エーカーあたりの生産高は1,102ポンドであった。コーヒー輸送の重要な手段は、グラナダからコリントまで国道で運び、太平洋、ニカラグア湖、そしてサンファン川を蒸気船で大西洋まで渡るというものであった。ニカラグア政府はコーヒープランテーションの建設を奨励し、5,000本以上を栽培するプランテーションに木1本につき5セントの補助金を出すことを宣言した。ニカラグア産コーヒーの大部分はヨーロッパに輸出された。というのも、米国向けの貨物輸送は欧州向けより割高であり、欧州市場の方が高値がついたからである。米国領事はニカラグアの1900年のコーヒー生産高は150,000袋であったのに対し、前年の生産高は75,000袋であり、コーヒーの輸出関税収入は約300,000ドルであると述べた。1900年のエルカスティーヨ、ブルーフィールズ、サンファンデルノルテの港からなされた輸出量は1,464,351キログラムであった。
1992年にはニカラグア最大の農作物となった。コーヒー栽培専用の土地の実際の面積は年によって変動するが、1980年代にはおおよそ2,100平方キロメートルであった。1980年代後半に生産高はやや落ちたが、それでも1989年の収穫高は42,000トンであった。ニカラグアの脆弱な交通システムと火山地帯の急勾配で栽培されていることによる経済的懸念がコーヒー増産を妨げる要因となっている。こうしたコーヒー栽培への制限から開発が遅滞している地域のコーヒー農家の他の作物への転作が進んでいる。

## 脚註
- この記事は現在パブリックドメイン上にあるPan American Union's "Coffee: extensive information and statistics" (1902)からの引用を含んでいる。

1. 1 2  Pan American Union (1902). Coffee: extensive information and statistics (Public domain ed.). Govt. Print. Off.. pp. 22– 2011年11月16日閲覧。